# Sulików (gmina)
Sulików est une gmina rurale du powiat de Zgorzelec, Basse-Silésie, dans le sud-ouest de la Pologne, à la frontière avec la République tchèque. Son siège est le village de Sulików, qui se situe environ 10 km au sud-est de Zgorzelec, et 138 km à l'ouest de la capitale régionale Wrocław.
La gmina couvre une superficie de 95,22 km2 pour une population de 5 926 habitants.

## Géographie
La gmina est bordée par la ville de Zawidów et les gminy de Lubań, Platerówka, Siekierczyn et Zgorzelec. Elle est également frontalière de la République tchèque.
La gmina contient les villages de Bierna, Jabłoniec, Ksawerów, Łowin, Mała Wieś Dolna, Mała Wieś Górna, Miedziana, Mikułowa, Nowoszyce, Podgórze, Radzimów, Skrzydlice, Stary Zawidów, Studniska Dolne, Studniska Górne, Sulików, Wielichów, Wilka, Wilka-Bory, Wrociszów Dolny et Wrociszów Górny.